# Gilcrux
Gilcrux är en by och en civil parish i Cumbria i England. Orten har 303 invånare (2001). Den har en kyrka.